# Verlag am Birnbach

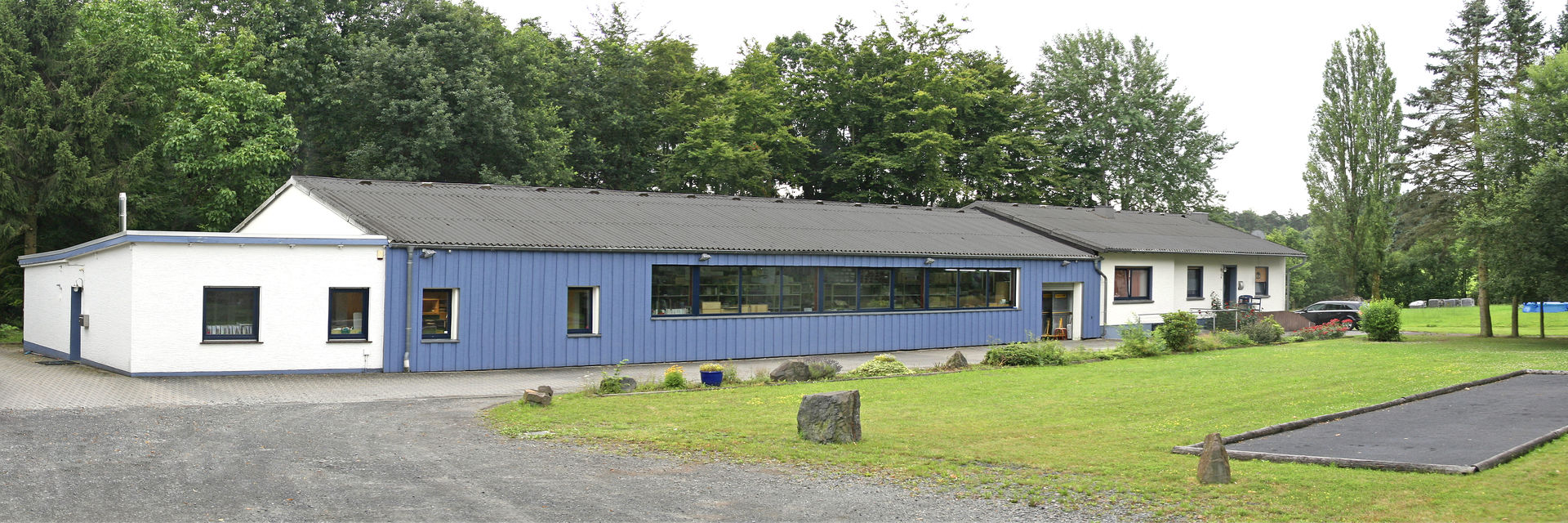
Außenansicht Verlagsgebäude

Der Verlag am Birnbach verlegt christliche Literatur sowie Materialien für die Gemeindearbeit in evangelischen und katholischen Kirchengemeinden. Er hat seinen Sitz in Birnbach bei Altenkirchen (Westerwald).

## Geschichte
Der Verlag am Birnbach wurde 1996 als Gesellschaft mit beschränkter Haftung von den Gesellschaftern Klaus Blome, Jörg Büttke und Detlef Mally gegründet. Zum Geschäftsführer wurde Detlef Mally bestimmt. Die Gründer hatten zuvor als selbständige Handelsvertreter mit der Rufer Verlag und Handelsgesellschaft mbH mit Sitz in Gorxheimertal bei Weinheim gearbeitet.
1996 wurde die Firma Rufer, die zum Gütersloher Verlagshaus (Bertelsmann) gehörte, liquidiert.  Um die Versorgung der Gemeinden weiterhin zu gewährleistet wurde dieser Verlag gegründet, der die Produktion und die Bestände der Rufer Versandbuchhandlung aus Gorxheimertal übernahm. Die Gründer betreuen weiterhin als selbständige Reise- und Versandbuchhandlung die Gemeinden. Der Ort Birnbach bei Altenkirchen im Westerwald war der Namensgeber des neuen Verlages.
Seit dem Jahr 2000 entwirft und vertreibt der Verlag am Birnbach, in Zusammenarbeit mit verschiedenen Künstlern (z. B. Sieger Köder, Walter Habdank, Kees de Kort, Michael Blum und Stefanie Bahlinger), eigene Bildinterpretationen der christlichen Jahreslosungen. Durch die Ausweitung des Programmes wurde für den Verlag am Birnbach 2002 eine neue Handelsgesellschaft (Verlag am Birnbach – Bücher direkt) gegründet, die über das Verlagsprogramm hinaus, als Versandbuchhandlung das gesamte theologische Programm aller christlichen Verlage vertreibt.

## Zweck
Der Verlag am Birnbach versteht sich als Lieferant für christlichen Bedarf. Von Postkarten, Verteilschriften zu mancherlei Anlässen bis hin zu Büchern werden unterschiedlichste Artikel im Verlag am Birnbach GmbH produziert.
In den letzten Jahren hat die Herstellung von Devotionalien stark zugenommen. Der Non-Books-Bereich trägt inzwischen einen großen Anteil am Erfolg des Unternehmens.
Waren es ursprünglich weitestgehend evangelische Gemeinden, die sich mit den Produkten des Verlages eingedeckt haben, sind es nun auch zunehmend katholische Gemeinden und Privatkunden, die über den Internetauftritt des Verlages Kontakt finden.